# Зольное
Зо́льное — село, входящее в состав городского округа Жигулёвск Самарской области.
До 2010 года село имело статус сельского населённого пункта, до 2004 — посёлка городского типа.
Посёлок Зольное был образован в середине XX века в результате обнаружения месторождения нефти в Жигулёвских горах.
Село расположено в живописных местах Самарской Луки. Находится восточнее центра городского округа — города Жигулёвск — на расстоянии около 20 км по прямой или 40 км по дорогам. Ближайшая станция железной дороги находится в Жигулёвске. Есть пристань, куда причаливают пригородные суда Самара-Зольное.
Имеется дворец культуры «Нефтяник». В связи с прекращением добычи нефти село находится в запустении, частично используется для коттеджного строительства.
Неподалёку находится радиорелейная станция, обеспечивающая передачу самарских радиопрограмм с Самарского ОРТПЦ на Жигулёвский РТПС.

## Население
| 1959 | 1970  | 1979  | 1989  | 2002  | 2010  |
| ---- | ----- | ----- | ----- | ----- | ----- |
| 8083 | ↘6614 | ↘4827 | ↘4022 | ↘1811 | ↘1614 |

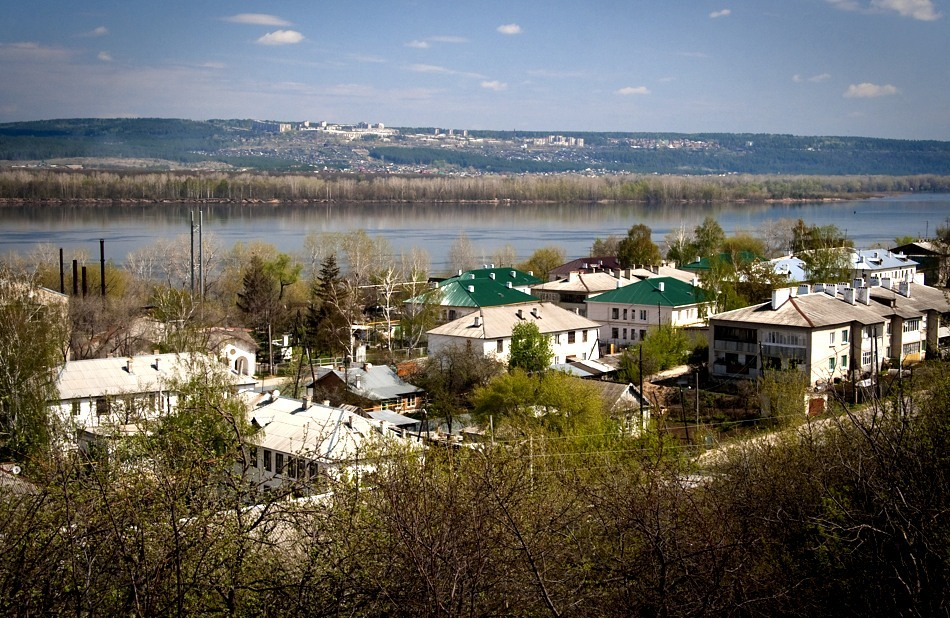
Вид с окружающих гор
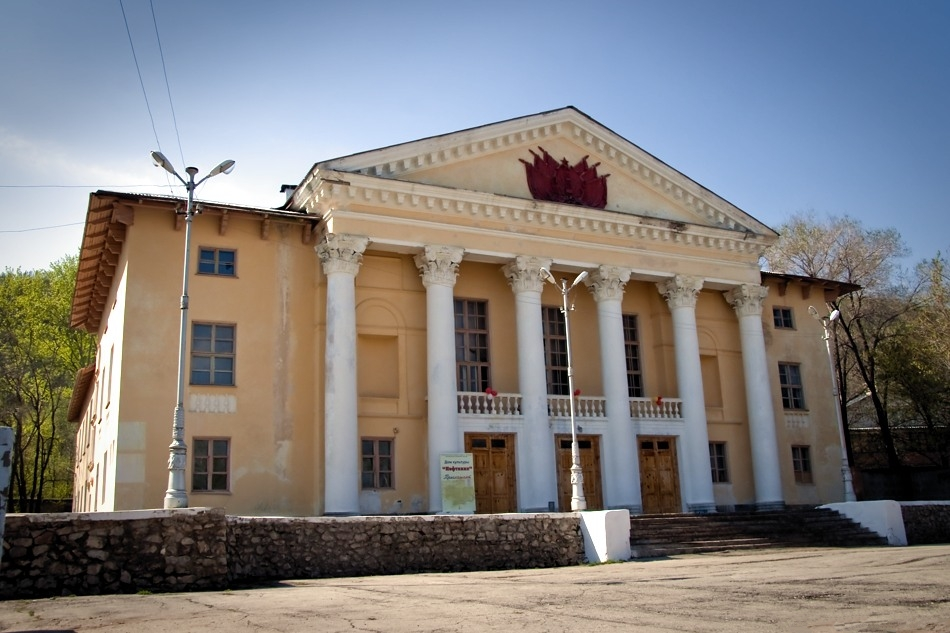
Дом культуры «Нефтяник»
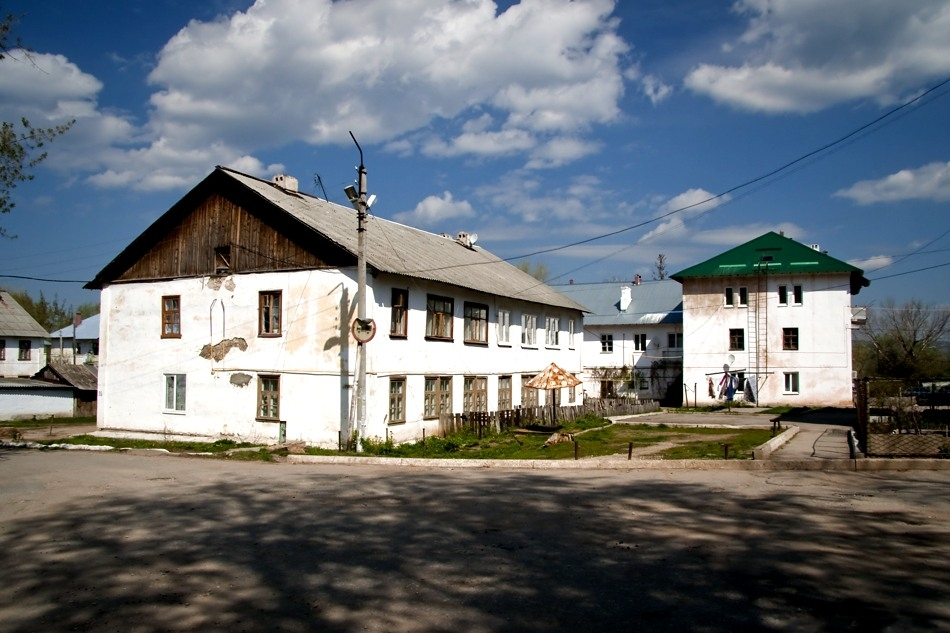
Архитектура 1950-х
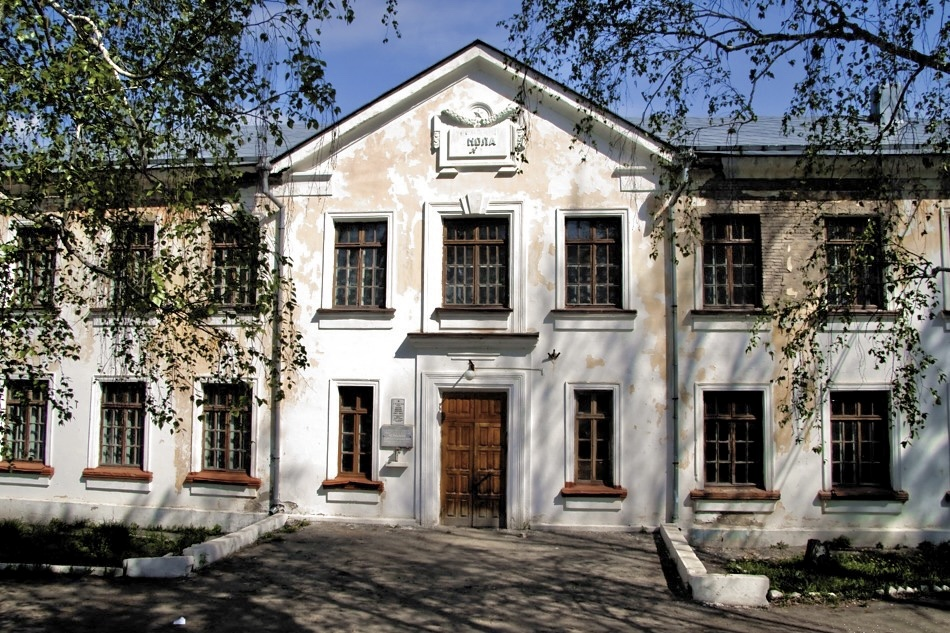
Средняя школа